# Diego de Almagro, o Velho
Diego de Almagro, dito o Velho (Malagón ou Almagro, 1475 – Cusco, 8 de julho de 1538) foi um conquistador espanhol conhecido pela suas explorações no ocidente da América do Sul. Pisou pela primeira vez solo americano no Panamá, em 1514, empreendendo a conquista do Peru ao lado de Francisco Pizarro. Enquanto subjugava o Império Inca, fundou as cidades de Quito e Trujillo, atualmente no Equador e Peru, respetivamente. Do Peru, Almagro liderou a primeira expedição militar espanhola ao Chile central. De volta ao Peru, um conflito duradouro com Pizarro sobre o controlo da antiga capital inca de Cusco originou uma guerra civil entre dois grupos de conquistadores. Na batalha de Las Salinas, travada em 1538, as forças de Almagro foram derrotadas pelos irmãos Pizarro e meses mais tarde Almagro foi executado por ordem de Pizarro.

## Primeiros anos
As origens de Diego de Almagro eram humildes. Nascido em 1475 na vila de Almagro ou Malagón, na atual província de Cidade Real, onde ele ficou com o apelido pois era o filho ilegítimo de Juan Montenegro e Elvira Gutierrez. Para preservar a honra da sua mãe, sua família levou-o ao povoado vizinho de Bolaños de Calatrava, sendo criado nesta localidade por Sancha López del Peral, mais tarde indo para Aldea del Rey.
Ao completar 4 anos voltou a Almagro, sob a tutela de um tio chamado Hernán Gutiérrez. Aos 15 anos, devido à rigidez de seu tio, fugiu de casa. Foi para a casa da sua mãe, que já vivia com seu novo marido, para lhe contar do ocorrido e de que iria viajar pelo mundo, pedindo-lhe por pão. A sua mãe, angustiada, deu-lhe um pedaço de pão e algumas moedas e disse-lhe: "Aqui, meu filho, e não me dês mais problemas, e vai, e que Deus te ajude na tua aventura."
Ele foi para Sevilha e depois provavelmente roubou para sobreviver, Almagro tornou-se criado de Luis de Polanco, um dos quatro alcaldes dos Reis Católicos e mas tarde seu conselheiro. Enquanto vivia em Sevilha, Almagro esfaqueou outro criado numa discussão, infligindo lesões sérias o suficiente que foi julgado em tribunal.
Dom Luis, usando a sua influência, prevaleceu sobre Pedro Arias Dávila para permitir que Almagro embarcasse em um dos navios que iria para o Novo Mundo do porto de Sanlúcar de Barrameda. A Casa de Contratacion (agência real para o Império espanhol) requeria que os homens que passassem o Atlântico fornecessem as próprias armas, roupas, e ferramentas de jardinagem, que Dom Polanco forneceu ao seu servo. 

## Chegada à América

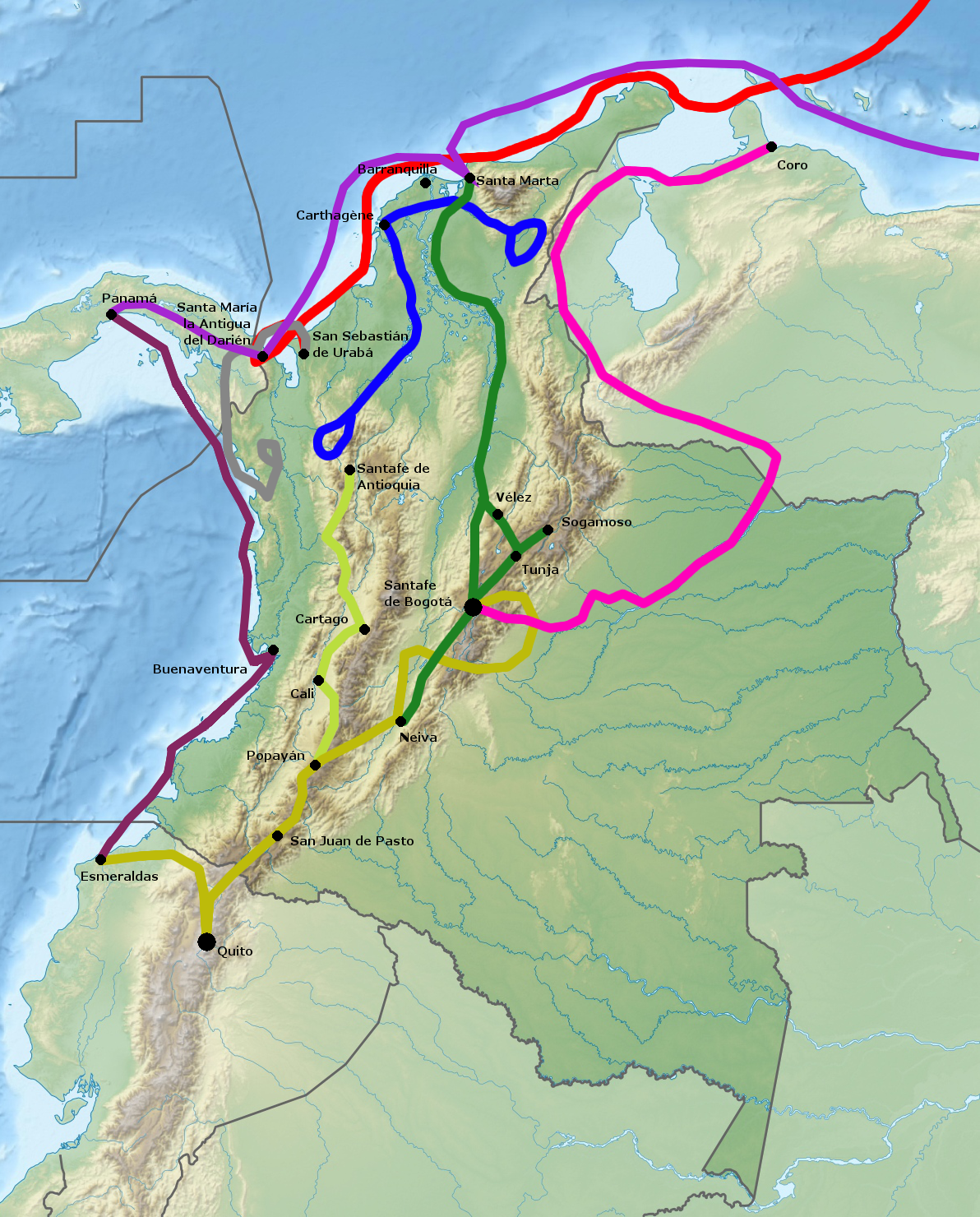
Mapa da conquista da Colômbia, com a rota seguida por Diego de Almagro a roxo (do Panamá a Esmeraldas)

Diego de Almagro, agora com trinta e poucos anos, chegou ao Novo Mundo a 30 de junho de 1514, com a expedição que Fernando II de Aragão enviou sob a liderança de Dávila. A expedição chegou à cidade de Santa María la Antigua del Darién, Panamá, onde muitos outros conquistadores já estavam reunidos, entre eles Francisco Pizarro.
Não existem muitos detalhes das atividades de Almagro durante este período, mas sabe-se que ele acompanhou vários navegantes que saíram de Darién entre 1514 e 1515. Ele eventualmente voltou e permaneceu em Darién, onde lhe foi dada uma encomienda, construindo uma casa e fazendo dinheiro com a agricultura.
Almagro foi na sua primeira conquista independente em novembro de 1515, comandando 260 homens enquanto fundou Villa del Acla, nome de um lugar índio. Devido a doença ele teve de passar o comando para Gaspar de Espinosa.
Espinosa decidiu fazer uma nova expedição, que partiu em dezembro de 1515 com 200 homens, incluindo Almagro e Francisco Pizarro, que pela primeira vez foi designado como o capitão. Durante esta expedição, que levou 14 meses, Almagro, Pizarro e Hernando de Luque tornaram-se amigos próximos.
Também durante esta época, Almagro tornou-se amigo de Vasco Núñez de Balboa, que liderava Acla. Almagro queria ter um navio construído com os materiais restantes da expedição de Espinosa, para ser acabado na costa do "Grande Mar do Sul", como o oceano Pacífico era inicialmente chamado pelos espanhóis. Historiadores atuais não acreditam que Almagro iria participar na expedição de Balboa e provavelmente voltou a Darién.
Almagro fez parte de várias expedições que tiveram lugar no golfo do Panamá, incluindo as de Espinosa, que seriam apoiadas pelos navios de Balboa. Almagro foi gravado como testemunha nas listas de nativos que Espinosa ordenou serem levados. Continuou como um dos primeiros colonizadores na recém-fundada cidade do Panamá, ficando lá quatro anos, tratando das suas propriedades e das de Pizarro. Levou Ana Martínez, uma mulher indígena, como esposa de direito comum. Foi neste período que nasceu o seu primeiro filho, Diego de Almagro, o Moço.